# Карапетян, Эрик Арсенович
Эрик Арсенович Карапетян (11 июля 2000, Ставрополь, Россия) — российский футболист.

## Биография
Воспитанник ставропольского футбола. Начинал свою карьеру в местном «Динамо», за который в первенствах страны провел всего один матч. Помимо выступлений в российских командах, Карапетян представлял армянские клубы. В 2023 году форвард помог «Вест Армении» выйти в Премьер-Лигу. В самой элите футболист дебютировал 29 июля в матче первого тура с «Шираком» (2:4).

## Достижения
- Победитель первой лиги Армении (1): 2022/23.

## Семья
Отец нападающего Арсен Карапетян (род. 1974) также играл в футбол за армянские и российские коллективы.